# Wirtschaft Guineas
Die Wirtschaft Guineas ist noch heute durch die Misswirtschaft von Sékou Touré geschädigt, die bis in die 1980er Jahre andauerte. Sie führte zum Erliegen der Infrastruktur, außerdem waren die meisten Betriebe in Guinea in Staatsbesitz. 1984 wurde damit begonnen ein marktorientiertes Wechselkurssystem zu errichten und sämtliche Staatsbetriebe entweder zu privatisieren oder aufzulösen. Folge war ein starkes Wachstum im Bauwesen und eine zunehmende Aktivität von Kleingewerbetreibenden. Ab 2000 jedoch begann die Regierung weitere Reformen zu unterbinden, was vor allem einen Anstieg der Korruption zur Folge hatte (CPI 2019: Rang 130 von 180). Das Bruttoinlandsprodukt belief sich im Jahr 2019 laut Weltbank auf 12,3 Milliarden USD.

## Basisdaten
Einige Kennziffern der Wirtschaft Guineas:
- Anteil der Wirtschaftssektoren am BIP (2017):
  - Landwirtschaft: 19,8 % (obwohl rund drei Viertel der Beschäftigten in dem Sektor arbeitet)
  - Industrie: 32,1 %
  - Dienstleistungen: 48,1 %
- Bruttosozialprodukt pro Kopf: 1.100 US-Dollar (2011)
- Durchschnittl. Jahreseinkommen je Einwohner: 190 Euro pro Jahr
- Inflation: 34,7 % im Jahr 2006 (IWF), 16 % in 2011, 9,8 % in 2018
- Exporte: 5,04 Mrd. US-Dollar (2019)
- Importe: 7,92 Mrd. US-Dollar (2019)
- Auslandsverschuldung: 3,3 Mrd. (2007); 1,4 Mrd. US-Dollar (2018)
- Das Wachstum der Wirtschaft lag 2006 bei 2,2 % (IWF), 2011 bei 4 %, 2016 bei 10,8 %. In den Jahren 1992–2002 waren es durchschnittlich 4,3 % pro Jahr. Nach der Ebolaepidemie und dank des Bauxitbooms betrug das Wachstum 2016 bis 2019 durchschnittlich 8,1 %.[3][4][5]

## Landwirtschaft

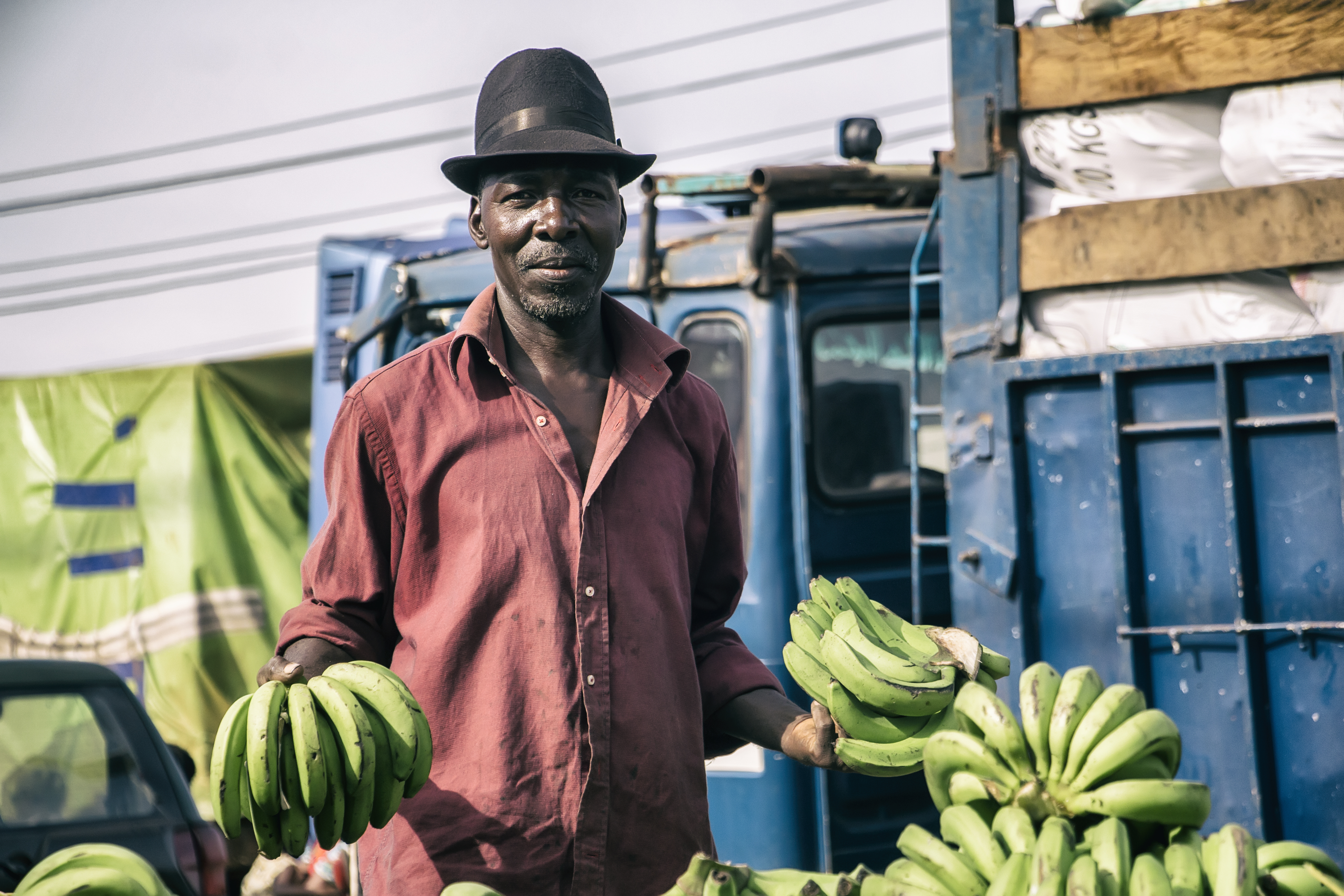
Bananen aus Guinea.

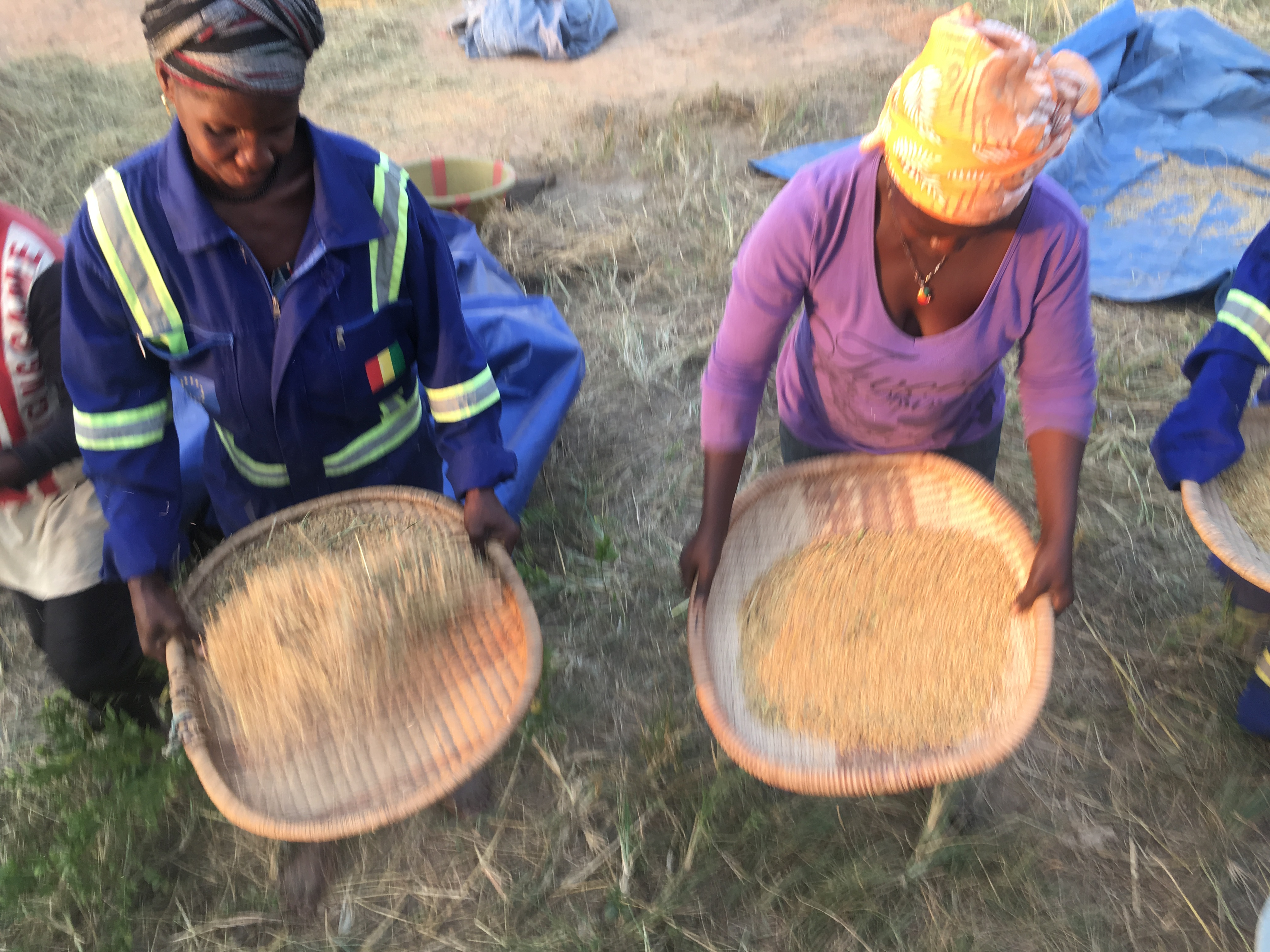
Traditionelle Reisernte

Trotz guter natürlicher Bedingungen ist die Landwirtschaft wenig produktiv, weil die meist kleinbäuerlichen Familienbetriebe mit rudimentären, traditionellen Bewirtschaftungsmethoden arbeiten. Auch die Brandrodung ist noch weit verbreitet. Weniger als 5 % des Bodens werden aktiv bebaut. Die Nahrungsmittelerzeugung reicht daher nicht für den Eigenbedarf aus.
Hauptnahrungsmittel ist Reis. Obwohl innerhalb von zehn Jahren bis 2004 die Reisproduktion verdoppelt werden konnte, muss viel Reis aus Asien importiert werden. Weitere wichtige Grundnahrungsmittel sind Maniok, Foniohirse, Süßkartoffeln, Erdnüsse und Mais.
Wichtige landwirtschaftliche Erzeugnisse, die in den Export gehen, sind Kaffee, Palmöl, Bananen, Ananas, Kakao und Baumwolle. Der Nahrungsmittelexport macht nur etwa 2 % der Exporte Guineas aus.
Auch die Fleischproduktion reicht für den Eigenbedarf nicht aus. Der Fischfang hingegen gewinnt immer größere Bedeutung und erreicht inzwischen Mengen von bis zu 100.000 Tonnen pro Jahr.

## Bergbau
Nur wenige afrikanische Länder haben so viele Bodenschätze wie Guinea. Sie erbringen etwa 85 % (2004) der Exporterlöse des Landes.
- Bauxit: Die hochwertigen Bauxitvorräte Guineas werden auf etwa 7,4 Milliarden Tonnen geschätzt, was einem beachtlichen Teil der Weltvorräte entspricht.[6] Davon sind etwa zwei Milliarden Tonnen nachgewiesen. Der weltweit größte Bauxittagebau befindet sich nordöstlich von Boké.[7] Das abgebaute Bauxit, die 18 Mio. Tonnen, die im Jahr 2010 596,8 Mio. US-Dollar einbrachten, wird exportiert und erst in Russland (20 %), Spanien (20 %), Irland (15 %), Ukraine (13 %), USA (11 %), Deutschland (10 %), Kanada (6 %), Frankreich (2 %), Aserbaidschan (1 %), Kamerun (1 %) und Italien (1 %) zu Aluminium verarbeitet.[8] Seit 1963 ist die halbstaatliche Compagnie des Bauxites de Guinée (CBG), die zu 51 % der amerikanischen Harvey Aluminium Company HALCO gehört, die amerikanische Bergbaufirma Alcoa, die australisch-britische Firma Rio Tinto Group und die Firma DadcoAlumina am Bauxitabbau beteiligt, der rechtlich bis ins Jahr 2038 abgesichert ist. Die chinesische Firma Société minière de Boké (SMB), ein Konsortium, das von der China Hongqiao Group kontrolliert wird, kündigte 2018 an, Bauxit auch in Guinea verhütten zu wollen. Ab 2015 begannen betroffene Personen vor Ort, Widerstand zu leisten, um ihre verletzten Rechte einzufordern. Die russische Firma Rusal baut seit 2001 südwestlich von Kindia etwa 3,2 Mio. Tonnen Bauxit pro Jahr ab. 2018 konnte sie ein zweites Bauxitbergwerk mit etwa 564 Mio. Tonnen Ressourcen in Dian-Dian nordöstlich von Boké eröffnen, so dass aus Guinea 27 % der Bauxitförderung von Rusal stammen.[9][10][11][12] Die Bauxitförderung Guineas hatte 2010 bis 2015 stagniert und etwa 18 Mio. Tonnen pro Jahr betragen. Danach stieg sie dank großer Nachfrage auf dem Weltmarkt bis 2019 auf 82 Mio. Tonnen stark an.[13]
- Diamanten: Die Diamantvorkommen werden auf einige hundert Millionen Karat geschätzt, von denen ca. 30 Millionen nachgewiesen sind. Sie liegen vor allem in Waldguinea und werden sowohl von kleinen Unternehmen als auch von großen Industrieunternehmen wie De Beers abgebaut.
- Eisenerz: Guinea verfügt über große, unerschlossene Eisenerzvorkommen. In den Simandou-Bergen im Osten des Landes befindet sich die größte Eisenerzlagerstätte der Welt von 2.25 Milliarden Tonnen auf einem Gebiet von 1.500 km² Fläche, die 1996 entdeckt wurde. Der Eisengehalt beträgt etwa 62 bis 66 %. Die guineische Regierung verkaufte die Abbaurechte nacheinander an verschiedene ausländische Investoren, unter der Bedingung, dass diese eine 650 km langen Eisenbahnstrecke zur Erschließung und einen Tiefwasserhafen bei Matakong zur Verladung des Eisenerzes bauen, was insgesamt bis zu 20 Mia Dollar kosten würde. Aufgrund von Korruption, Misswirtschaft, Ebolakrise und tiefem Stahlpreis kam es bisher nicht zur Verwirklichung des Projektes.[14] Seit 2014 werden die Abbaurechte von der chinesischen Firma Chinalco gehalten.[15][16][17][18][19]
- Gold: Gold aus Guinea wurde bereits im 17. Jahrhundert in London geschätzt und Münzen daraus geprägt. Diese wurden als „Guineas“ bezeichnet. Zwischen 1929 und 1958 bezog die Kolonialmacht Frankreich aus Guinea offiziell 1 Million Unzen Gold.
- Uran: Im August 2008 gab die Regierung bedeutende Uranvorkommen in der Nähe von Firawa im Süden des Landes bekannt.[20]

## Industrie und Energiewirtschaft

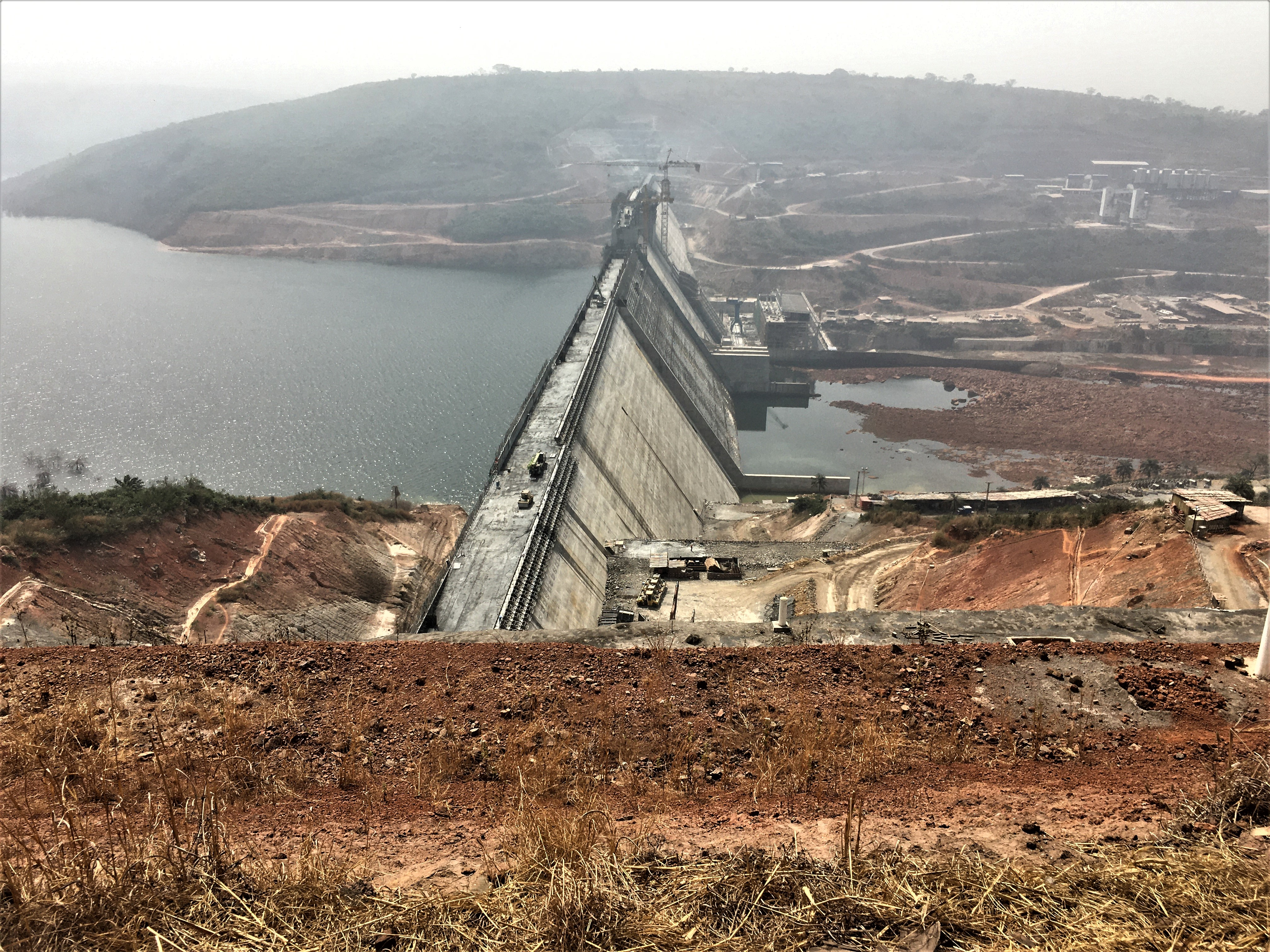
Staudamm Souapiti bei Kaléta kurz vor Fertigstellung 2020

Die industrielle Produktion wächst jährlich um 7–8 %.
Die Elektrizitätsproduktion deckt mit ca. 840 Mio. kWh etwa den Eigenbedarf. 2015 konnte das erweiterte Flusskraftwerk am Konkouré in Kaléta mit 240 MW Leistung in Betrieb genommen werden, nachdem auch eine 146 Kilometer lange Stromleitung in Richtung Küste erstellt worden war, was die Stromversorgung der Hauptstadtregion Conakry verbessert hatte. Außerdem gibt es das Kraftwerk Garafiri mit einer Leistung von 75 MW. 2021 wurde das Kraftwerk Souapiti fertiggestellt, das 6,3 Millionen Kubikmeter Wasser aufstauen und 450 MW Leistung produziert. Die Projekte sind mit 546 Millionen US-Dollar veranschlagt und werden von der China International Water-Electric ausgeführt, die zu 75 % an den Kraftwerksanlagen beteiligt ist. Mittlerweile wird das Kraftwerk Amaria gebaut, das eine Leistung von 300 MW haben wird. Dieses soll 2025 fertiggestellt sein. Zusammen sollen die 4 Kraftwerke eine Leistung von 1200 MW haben.

## Außenhandel
Wichtigste Export-Partner waren 2011: Chile 24,6 %, Spanien 9,2 %, Russland 7,5 %, Indien 5,2 %, Deutschland 5,2 %, Irland 5,1 %, USA 5,0 % sowie die Ukraine mit 4,4 %. Wichtigste Exportprodukte sind Bauxit, Aluminium, Gold, Diamanten, Kaffee, Fisch und landwirtschaftliche Produkte. 2011 wurden Waren im Wert von 1,433 Milliarden US-Dollar exportiert.
Wichtigste Import-Partner waren 2011: China 13,2 %, Niederlande 8,1 % und die USA mit 5,4 %. Wichtigste Importwaren sind Erdölprodukte, Metalle, Maschinen, Transportmittel, Textilien, Getreide und andere Lebensmittel. 2011 wurden Waren im Wert von 2,106 Milliarden US-Dollar importiert.